# Herleville
Herleville (picardisch: Harville) ist eine nordfranzösische Gemeinde mit 192 Einwohnern (Stand 1. Januar 2022) im Département Somme in der Region Hauts-de-France. Die Gemeinde gehört zum Kanton Ham und ist Teil der Communauté de communes Terre de Picardie.

## Geographie
Die Gemeinde liegt im Santerre rund 7 km nordwestlich von Chaulnes und 16 km westlich von Péronne größtenteils im Norden der Autoroute A29; das Gemeindegebiet wird im Norden von der Départementsstraße D1029 durchschnitten, die einen Teil des Systems der Chaussée Brunehaut bildet.

## Geschichte
Die Gemeinde wurde in beiden Weltkriegen zerstört. Sie erhielt als Auszeichnung das Croix de guerre 1914–1918.

## Einwohner
| 1962 | 1968 | 1975 | 1982 | 1990 | 1999 | 2006 | 2010 |
| ---- | ---- | ---- | ---- | ---- | ---- | ---- | ---- |
| 125  | 142  | 119  | 109  | 113  | 99   | 118  | 149  |

## Verwaltung
Bürgermeister (maire) ist seit 2008 Philippe Sy.

## Sehenswürdigkeiten
- Kirche Saint-Aubin (20. Jahrhundert, mit Betstuhl aus Eichenholz im Louis-Seize-Stil[1], Monument historique seit 1905)
- Souterrain („muche“), vgl. Souterrain von Naours